# حور شنايدري
حور شنايدري (الاسم العلمي:Populus schneideri) هو نوع من النباتات يتبع جنس الحور من الفصيلة الصفصافية.